# Olive (couleur)
Pour les articles homonymes, voir Olive (homonymie).

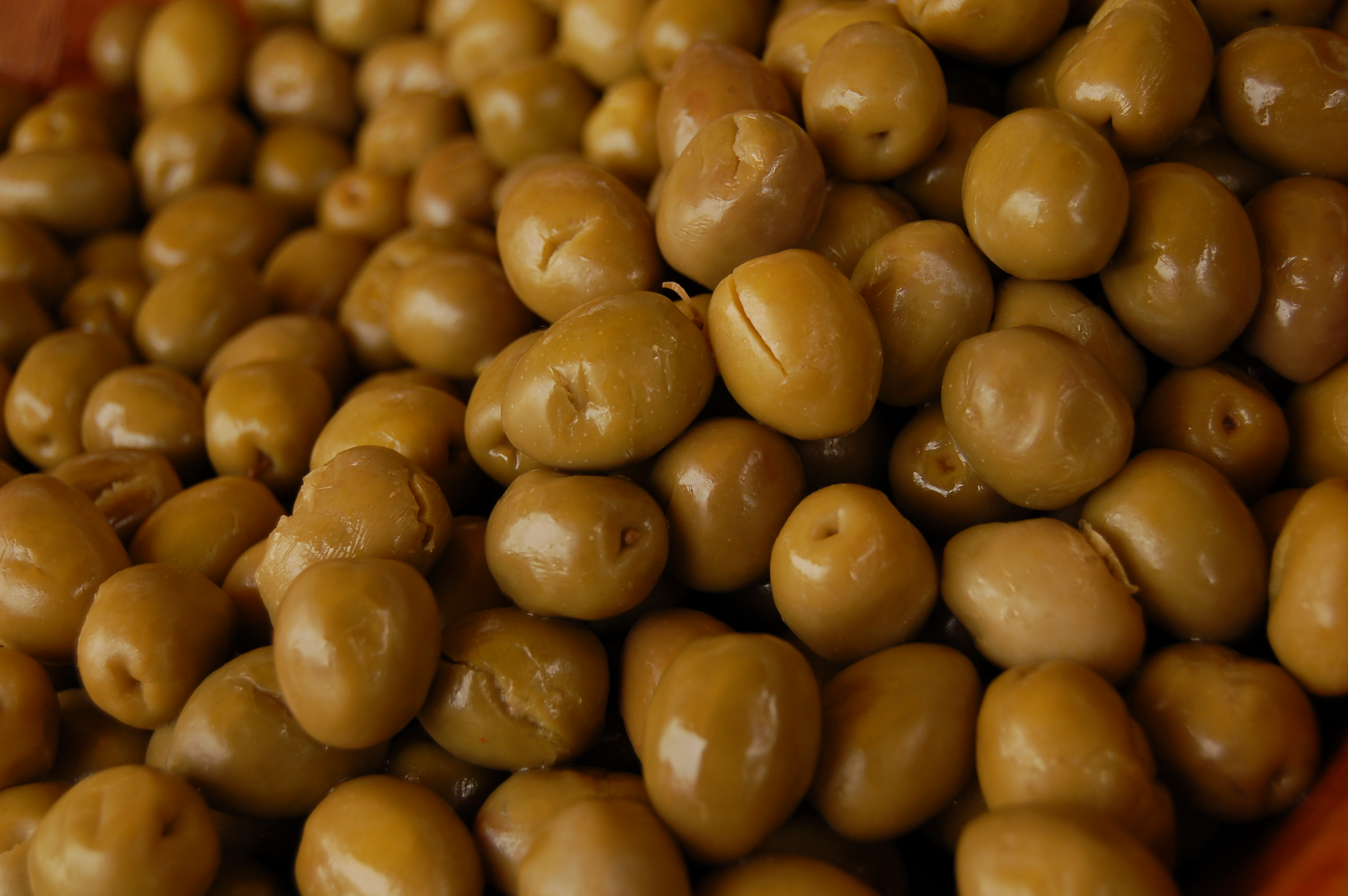
Les couleurs olive prennent leur nom des teintes des olives vertes.

Le nom de couleur olive, en usage dans la mode et la décoration, des nuances foncées et rabattues du jaune-vert, entre le jaune olive et le vert olive, d'après les teintes de l'olive verte. 
Olivâtre désigne une couleur qui se rapproche de la couleur jaune verdâtre de l'olive confite. 
Des verts olive, ou des couleurs similaires sous d'autres noms, est la couleur de la tenue de campagne adoptée par la plupart des armées modernes, dans les milieux naturels comportant de la végétation.

## Nuances
Le nuancier RAL donne RAL 1020 jaune olive, RAL 6003 vert olive, RAL 6022 olive brun ((en) olive drab) et RAL 6015 olive noir.
Les marchands de couleurs pour les beaux-arts proposent 541 Vert olive  ; 620 vert olive ; 813 vert olive ; 447 vert olive.
En couleurs pour la décoration, on trouve Olive 1, Olive 2, Olive 4, Olive 5, Olive 6, Olive 7, Olive 8.
La Régie autonome des transports parisiens utilise le nom de couleur olive pour l'identification des lignes de transports en commun, d'abord olive puis Olive à partir de 2018.

### Couleurs du web
Le mot-clé olive, qui fait partie des mots-clés de base dans les applications HTML, CSS et dérivées, renvoie le code de couleur#808000. Les applications peuvent aussi reconnaître DarkOliveGreen (vert olive foncé) : #556b2f et oliveDrab (gros drap olive)  	#6b8e23.

## Histoire
Le nom de couleur olive est attesté en français depuis au moins 1699. Il figure dans les Règlements généraux de France concernant la teinture au XVIIIe siècle.
Le père Castel comprend la couleur olive comme une couleur composée de une part de bleu pour trois de jaune. Au XIXe siècle, Michel-Eugène Chevreul a entrepris de repérer les couleurs les unes par rapport aux autres et par rapport aux raies de Fraunhofer. Il a tenté d'obtenir la couleur olive de Castel, et cote le résultat comme 2 jaune 12 ton (avec rabat). Reprenant avec un autre mélange, Chevreul trouve 1 jaune-vert 8 ton. Le Olive de l'Instruction générale pour la teinture des laines, de 1671, en usage à la Manufacture des Gobelins qu'il dirige, lui semble être un 3 jaune 6/10 10 ton et 11 ton. Par la suite, il donne encore une autre valeur dans la section des « Noms de couleur les plus fréquemment usités dans la conversation et dans les livres », toujours dans les vert-jaune rabattus, et intermédiaires entre les précédentes.
Le Répertoire de couleurs de la Société des chrysanthémistes publié en 1905 donne quatre tons de vert olive, précisant « un vert olive industriel est tiré du Péridot, sorte de pierre formée de silicate de magnésie avec une proportion variable d'oxydes ferreux ». Synonymes français : les Vert romain moyen et foncé de Ripolin.
Au début du XXe siècle, les conditions nouvelles de la guerre, avec des poudres sans fumée qui donnent de la visibilité sur le champ de bataille, font concevoir aux militaires la nécessité d'utiliser des tenues qui se fondent dans la végétation. L'infanterie des États-Unis adopte en 1902 le vert olive pour ses tenues de campagne,. Cette couleur sera utilisée par l'United States Army durant tout le XXe siècle comme camouflage standard des treillis, mais également des véhicules terrestres, des avions et hélicoptères, des pièces d'artillerie et de pratiquement tous les matériels jusqu'au moindre jerrican.

## Teint olivâtre
L'adjectif olivâtre désigne une couleur qui se rapproche de la couleur jaune verdâtre de l'olive.
Un teint de peau olivâtre désigne une peau blanche basanée dont la nuance a, selon l'observateur souvent hostile, des reflets ou des régions jaunâtres ou verdâtres, ou est luisante comme celle de l'olive. Furetière atteste l'usage au XVIIe siècle pour les Espagnols et les Indiens.
Plus rarement, on trouve « teint olive » à partir des dernières années du XVIIIe siècle, dans des descriptions très dépréciatives.